# Santa Rosae
Santa Rosae era un'isola posta al largo delle coste californiane, in corrispondenza delle Isole del Canale settentrionali, che ne costituiscono i resti attuali.

## Geografia
Si stima che Santa Rosae sorgesse a 8 km dalla terraferma, avesse una lunghezza di 125 km e una superficie compresa tra i 1.500 e i 2.000 km², circa 3-4 volte maggiore delle odierne Isole del Canale settentrionali. Queste isole - ovvero San Miguel, Santa Rosa, Santa Cruz e Anacapa - compongono quindi la porzione attualmente emersa dell'antica Santa Rosae.
Si hanno inoltre indizi della presenza di un'ulteriore isola sommersa, denominata Calafia, posta fra Santa Rosae e la California.

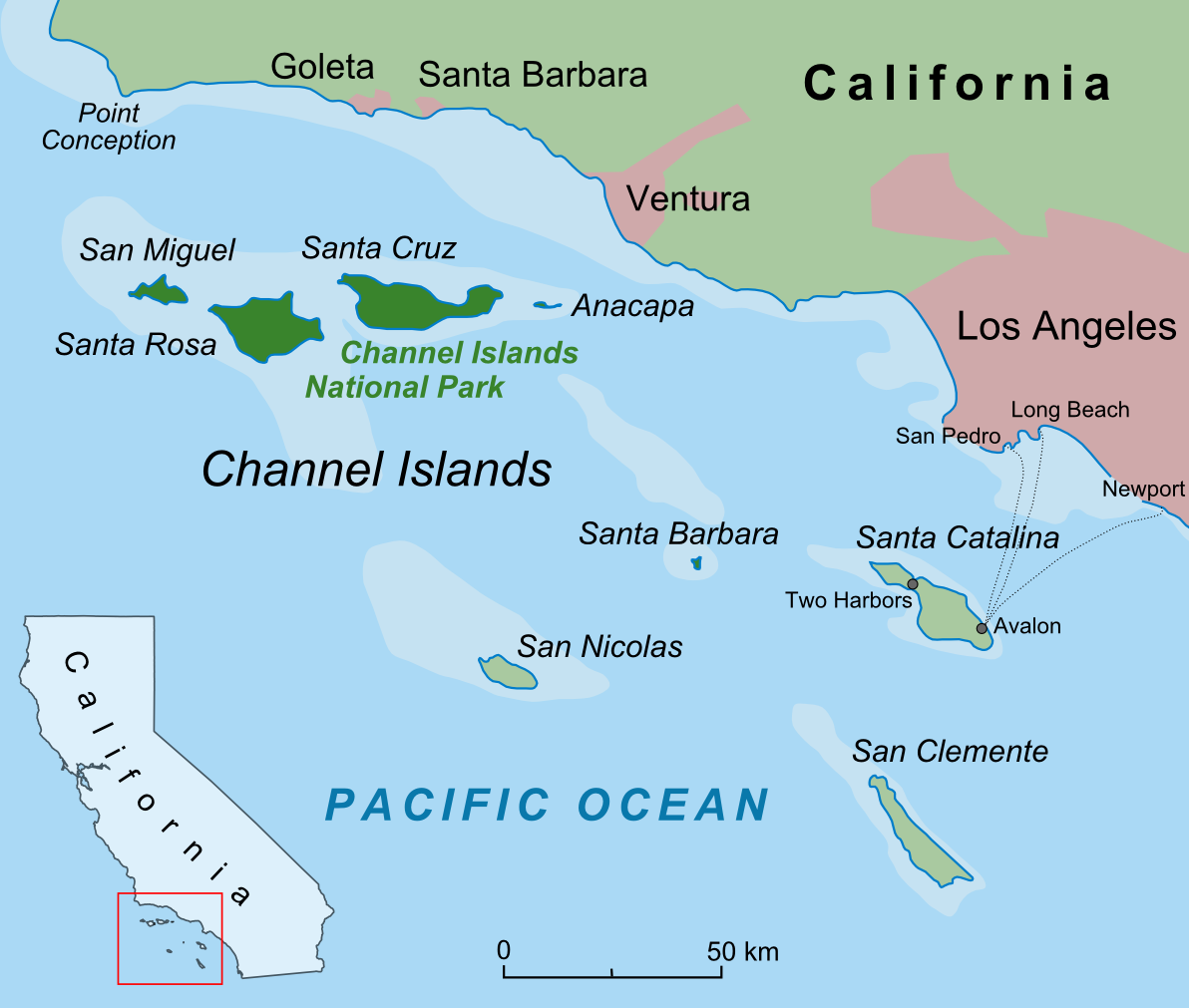
In verde scuro le Isole del Canale settentrionali odierne.

## Storia
Tra gli 11.000 e i 9.000 anni fa, con la fine dell'ultima glaciazione e il conseguente scioglimento dei ghiaccia continentali, l'isola perse il 70% delle sue terre a seguito dell'innalzamento del livello mare di quasi 100 metri. 

## Archeologia
L'isola di Santa Rosae è conosciuta per aver ospitato una ricca fauna pleistocenica, nella quale spiccano il mammut pigmeo (Mammuthus exilis) e l'uomo di Arlington Springs. Di quest'ultimo è stato rinvenuto uno scheletro vecchio di 13.000 anni, che ne fa uno dei resti umani più antichi trovati in nordamerica. Siccome Santa Rosae era un'isola, questo ritrovamento dimostra come questi nostri antenati utilizzassero delle imbarcazioni per spostarsi. 
Questa popolazione, che abitò l'isola fino a 8.000 anni fa, potrebbe essere antenata della tribù dei Chumash, che vissero nelle Isole del Canale settentrionali per millenni, fino a quando le autorità spagnole non li deportarono sulla terraferma intorno al 1820.